# Station Longueil-Sainte-Marie
Station Longueil-Sainte-Marie is een spoorwegstation in de Franse gemeente Longueil-Sainte-Marie aan de spoorlijn Creil - Jeumont.

## Treindienst
| Serie | Treinsoort | Route                                          | Bijzonderheden |
| ----- | ---------- | ---------------------------------------------- | -------------- |
| C 14  | TER (SNCF) | Paris-Nord – Longueil-Sainte-Marie – Compiègne |                |